# Eublemma vinnula
Eublemma vinnula är en fjärilsart som beskrevs av Karl Schawerda 1934. Eublemma vinnula ingår i släktet Eublemma och familjen nattflyn. Inga underarter finns listade i Catalogue of Life.